# Fanny Caspers

Fanny Caspers, Rom 1818/1819, Thorvaldsen-Museum, gemalt von Louise Seidler, 1819 in der Nazarener-Ausstellung im Palazzo Caffarelli in Rom präsentiert, die auch von dem österreichischen Kaiser Franz I. besucht wurde. Laut Seidler ging die Anregung, ihre Freundin vor einem Hintergrund mit Kolosseum abzubilden, auf Thorvaldsen zurück.

Franziska „Fanny“ Johanna Caspers, später Fanny Doré (* 1. Mai 1787 in Mannheim, Kurpfalz-Bayern; † 18. Mai 1835 in Wien), war eine deutsche Schauspielerin, Gouvernante und Gesellschafterin einer Fürstin. Bedeutung erlangte sie als junge Hofschauspielerin in Weimar unter der Theaterleitung von Johann Wolfgang von Goethe, als Freundin der Malerin Louise Seidler sowie durch eine kurzzeitige Verbindung mit dem dänischen Bildhauer Bertel Thorvaldsen in Rom, dem sie Modell saß und Gedichte schrieb.

## Leben
Caspers, Tochter des badischen Regierungssekretärs Laurenz Caspers und dessen Ehefrau Agnès, geborene Sartorius, wurde früh als schauspielerisches Talent entdeckt. Zumeist in Mädchenrollen wirkte sie in den Jahren 1800 bis 1802 – gefördert von Johann Wolfgang von Goethe – am Hoftheater Weimar. So spielte sie 1801 die Rolle von Aménaïde in Goethes erster Aufführung der dramatischen Adaption von Voltaires Tancrède. An diesem Theater spielte auch ihre ältere Schwester Manon (eigentlich Maria Anna Lambertina) Caspers (1781–1814), die zunächst am Theater Mannheim (Juli bis Oktober 1798) aufgetreten, anschließend (ab Oktober 1798) in Frankfurt/Main engagiert und von dort nach Weimar empfohlen worden war.
1802 verließ Fanny Caspers das Theater, nachdem sie sich mit dem Zittauer Arzt und Apotheker Johann Georg Knispel verlobt hatte. Zur Vorbereitung auf die Ehe besuchte sie ab 1802 die Weibliche Erziehungs- und Unterrichtsanstalt in Gotha. Dort freundete sie sich mit der Malerin Louise Seidler an. Die Verlobung mit Knispel wurde bald gelöst.
Ab 1803 wirkte sie als Erzieherin bzw. Gouvernante, unter anderem in Regensburg. Um 1812 trat sie in Wien als Gouvernante und Gesellschafterin in die Dienste der Fürstin Maria Leopoldine Grassalkovics von Gyarak (1776–1864), einer geborenen Prinzessin Esterházy. In deren Entourage weilte sie im Winter 1815/16 und von Herbst bis Frühjahr 1818/19 in Rom sowie im April/Mai 1819 in Neapel. In der Neujahrsnacht 1818/1819 lernte sie auf einem Ball, den Fürstin Grassalkovics in Rom gab, den Bildhauer Bertel Thorvaldsen kennen, der in Leidenschaft für sie entbrannte, obwohl er bereits mit der Schottin Frances Mackenzie (~1786–1840) liiert war. Die Auflösung der Liaison mit der desavouierten Schottin, eine davor gewesene Liebschaft mit Anna Maria Uhden, geborene Magnani, die weiterhin Einfluss auf den Künstler nahm, und die neue romantische Beziehung mit der für ihre Anmut und ihre soziale Gewandtheit gelobten Gesellschafterin bildeten ein bevorzugtes Stadtgespräch in den Zirkeln der Deutschrömer bis Frühjahr 1819, als die Romanze zwischen Thorvaldsen und Caspers plötzlich endete. Dem dänischen Gesandten Peter Oluf Brøndsted gab Thorvaldsen zu verstehen, dass er das Versprechen gegenüber seiner ehemaligen Verlobten Mackenzie, keiner Anderen seine Hand zu reichen, nicht brechen könne.
Am 2. August 1823 heiratete Caspers in Wien den Bankier Stanislaus Doré de Beauville (1796–1860). Zum Altar führte sie ihre Freundin Dorothea Schlegel. Das Paar hatte eine Tochter, Marie Vincenzia Cornelia Franziska Doré de Beauville (1827–1896), eine spätere Kammerdienerin der Kaiserin Elisabeth, die 1863 mit dem Offizier und späteren k.k. Obersten Leonhard Stankiewicz von Mogila (1834–1896) die Ehe einging.